# Tesero
Tesero (tyska: Teser im Fleimstal)  är en kommun i Trentoprovinsen i Trentino-Alto Adige i Italien. Kommunen hade 2 965 invånare (2018).
Här inträffade dammolyckan i Val di Stava 1985.